# Helika (luna)
Helika (grško Ἑλίκη: Helíke) je Jupitrov naravni satelit (luna). Spada med nepravilne lune z retrogradnim gibanjem. Je članica Anankine skupine Jupitrovih lun, ki krožijo okoli Jupitra v razdalji od 19,3 do 22,7 Gm in imajo naklon tira okoli 150°. 
Luno Heliko je leta 2003 odkrila skupina astronomov, ki jo je vodil Scott S. Sheppard z Univerze Havajev. Prvotno so jo označili kot S/2003 J 6. Znana je tudi kot Jupiter XLV. Ime je dobila po Heliki  iz grške mitologije, eni izmed nimf, ki so skrbele za Zevsa. 
Luna Helika ima premer okoli 4 km in obkroža Jupiter v povprečni razdalji 21,263.000  km. Obkroži ga v 634 dneh in 19 urah. Naklon tira ima okoli 155° (glede na ekliptiko) oziroma 156 ° (glede na ekvator Jupitra). 
Njena gostota je ocenjena na 2,6 g/cm3, kar kaže, da je sestavljena iz kamnin. 
Ima zelo temno površino, odbojnost je 0,04. Njen navidezni sij je 22,6 m.